# Notarkammer Thüringen
Die Notarkammer Thüringen ist die Notarkammer, also die berufsständische Vereinigung der im Freistaat Thüringen zugelassenen Notare.
Am 29. September 1990 fand auf der Grundlage der Verordnung über die Tätigkeit der Notare in eigener Praxis vom 20. Juni 1990 die Gründungsversammlung der Notarkammer Thüringen statt. Zum ersten Präsidenten wurde Hans-Georg Schmidt gewählt, der auch Ehrenpräsident der Notarkammer Thüringen ist.
Die Notarkammer Thüringen ist eine Körperschaft des öffentlichen Rechts, über die das Thüringer Ministerium für Migration, Justiz und Verbraucherschutz die Rechtsaufsicht führt. Sie hatte zum Stichtag 1. Januar 2022 65 Mitglieder.

## Vorstand
Der Vorstand setzt sich (Stand: September 2022) wie folgt zusammen:
- Präsident: Christian Grüner, Weimar
- Vizepräsident: Eckart Maaß, Jena
- Vorstandsmitglieder: Annett Meier-Wehrsdorfer (Hildburghausen), Anne Mähler (Artern) und Anne Unger (Stadtroda)
- Ehrenpräsident der Notarkammer Thüringen: Stefan Hügel, Weimar
- Ehrenmitglieder der Notarkammer Thüringen: Hans-Jörg Assenmacher, Jürgen Fenske

## Geschäftsführung
- Eric Rauschenbach[1]